# Спрінг-Грін (Вісконсин)
Спрінг-Грін (англ. Spring Green) — селище (англ. village) в США, в окрузі Сок штату Вісконсин. Населення — 1828 осіб (2020).

## Географія
Спрінг-Грін розташований за координатами 43°10′40″ пн. ш. 90°4′11″ зх. д. / 43.17778° пн. ш. 90.06972° зх. д. (43.177878, -90.069769).  За даними Бюро перепису населення США в 2010 році селище мало площу 4,67 км², уся площа — суходіл. В 2017 році площа становила 4,32 км², уся площа — суходіл.

## Демографія
Згідно з переписом 2010 року, у селищі мешкало 1628 осіб у 690 домогосподарствах у складі 433 родин. Густота населення становила 348 осіб/км².  Було 753 помешкання (161/км²).
Расовий склад населення:
| - 97,5 % — білих - 0,6 % — чорних або афроамериканців - 0,2 % — корінних американців - 0,1 % — азіатів |

До двох чи більше рас належало 1,6 %. Частка іспаномовних становила 0,8 % від усіх жителів.
За віковим діапазоном населення розподілялося таким чином: 24,3 % — особи молодші 18 років, 56,2 % — особи у віці 18—64 років, 19,5 % — особи у віці 65 років та старші. Медіана віку мешканця становила 42,5 року. На 100 осіб жіночої статі у селищі припадало 91,8 чоловіків;  на 100 жінок у віці від 18 років та старших — 83,2 чоловіків також старших 18 років.
Середній дохід на одне домашнє господарство  становив 76 984 долари США (медіана — 61 101), а середній дохід на одну сім'ю — 85 972 долари (медіана — 71 333). Медіана доходів становила 46 818 доларів для чоловіків та 34 135 доларів для жінок. За межею бідності перебувало 10,7 % осіб, у тому числі 19,2 % дітей у віці до 18 років та 6,1 % осіб у віці 65 років та старших.
Цивільне працевлаштоване населення становило 863 особи. Основні галузі зайнятості: освіта, охорона здоров'я та соціальна допомога — 24,6 %, мистецтво, розваги та відпочинок — 16,5 %, роздрібна торгівля — 15,9 %.